# Kanton Cernay
Der Kanton Cernay ist seit 1790 ein französischer Wahlkreis im Arrondissement Thann-Guebwiller, im Département Haut-Rhin in der Region Grand Est in Frankreich.

## Geschichte
Der Kanton wurde am 4. März 1790 im Zuge der Einrichtung der Départements als Teil des damaligen Distrikts Belfort gegründet. Mit der Gründung der Arrondissements am 17. Februar 1800 wurde der Kanton als Teil des damaligen Arrondissements Belfort neu zugeschnitten. Von 1871 bis 1919 gab es keine weitere Untergliederung des damaligen Kreises Thann. Am 28. Juni 1919 wurde der Kanton Teil des neu gegründeten Arrondissements Thann. Am 22. März 2015 wurde der Kanton von ehemals 11 auf jetzt 32 Gemeinden vergrößert. Von den 11 bisherigen Gemeinden des Kantons wechselten 5 zu anderen Kantonen. Hinzu kamen 27 Gemeinden aus anderen Kantonen. Diese 27 Gemeinden gehörten bis 2015 zu den Kantonen Saint-Amarin (alle 15 Gemeinden), Thann (10 der 11 Gemeinden) und Masevaux (1 Gemeinde). 
Siehe auch Geschichte Département Haut-Rhin und Geschichte Arrondissement Thann.

## Gemeinden
Der Kanton besteht aus 31 Gemeinden mit insgesamt 49.543 Einwohnern (Stand: 1. Januar 2022) auf einer Gesamtfläche von 325,60 km²:
| Gemeinde               | Elsässisch          | Deutsch            | Einwohner (2022) | Fläche (km²) | Code postal | Code Insee |
| ---------------------- | ------------------- | ------------------ | ---------------- | ------------ | ----------- | ---------- |
| Aspach-le-Bas          | Neederàschbàch      | Niederaspach       | 1.273            | 8,01         | 68700       | 68011      |
| Aspach-Michelbach      | Àschbàch-Michelbàch | Aspach-Michelbach  | 1.754            | 12,03        | 68700       | 68012      |
| Bitschwiller-lès-Thann | Bitschwiller        | Bitschweiler       | 1.995            | 12,64        | 68620       | 68040      |
| Bourbach-le-Bas        | Neederburbàch       | Niederburbach      | 555              | 6,04         | 68290       | 68045      |
| Bourbach-le-Haut       | Ewerburbàch         | Burbach            | 413              | 6,86         | 68290       | 68046      |
| Cernay                 | Sanne               | Sennheim           | 11.737           | 18,04        | 68700       | 68063      |
| Fellering              | Falleri             | Fellering          | 1.585            | 21,29        | 68470       | 68089      |
| Geishouse              | Gaishüse            | Geishausen         | 429              | 7,28         | 68690       | 68102      |
| Goldbach-Altenbach     | Golbàch-Àltebàch    | Goldbach-Altenbach | 268              | 9,14         | 68760       | 68106      |
| Husseren-Wesserling    | Hüser-Wasserlíng    | Häusern-Wesserling | 1.032            | 5,09         | 68470       | 68151      |
| Kruth                  | Krit                | Krüt               | 883              | 22,06        | 68820       | 68171      |
| Leimbach               | Laimbàch            | Leimbach           | 928              | 3,57         | 68800       | 68180      |
| Malmerspach            | Màlmerschbàch       | Malmerspach        | 484              | 2,66         | 68550       | 68199      |
| Mitzach                | Mitzàch             | Mitzach            | 377              | 6,41         | 68470       | 68211      |
| Mollau                 | Mollo               | Mollau             | 334              | 8,82         | 68470       | 68213      |
| Moosch                 | Mohsch              | Moosch             | 1.612            | 15,25        | 68690       | 68217      |
| Oderen                 | Odere               | Odern              | 1.229            | 19,12        | 68830       | 68247      |
| Rammersmatt            | Ràmmerschmàtt       | Rammersmatt        | 224              | 5,47         | 68800       | 68261      |
| Ranspach               | Rànschbàch          | Ranspach           | 778              | 11,40        | 68470       | 68262      |
| Roderen                | Rodre               | Rodern             | 906              | 7,16         | 68800       | 68279      |
| Saint-Amarin           | Sàntàmàrì           | Sankt Amarin       | 2.184            | 11,61        | 68550       | 68292      |
| Schweighouse-Thann     | Schwaighüse-Thànn   | Schweighausen      | 745              | 10,78        | 68520       | 68302      |
| Steinbach              | Staibàch            | Steinbach          | 1.357            | 6,09         | 68700       | 68322      |
| Storckensohn           | Storksoh            | Storckensohn       | 187              | 5,10         | 68470       | 68328      |
| Thann                  | Dànn                | Thann              | 7.769            | 12,51        | 68800       | 68334      |
| Uffholtz               | Üffholz             | Uffholz            | 1.631            | 11,91        | 68700       | 68342      |
| Urbès                  | Urwes               | Urbis              | 437              | 12,68        | 68121       | 68344      |
| Vieux-Thann            | Àlt-Dànn            | Alt-Thann          | 2.874            | 5,11         | 68800       | 68348      |
| Wattwiller             | Wàttwiller          | Wattweiler         | 1.648            | 13,61        | 68700       | 68359      |
| Wildenstein            | Wìldestai           | Wildenstein        | 157              | 9,86         | 68820       | 68370      |
| Willer-sur-Thur        | Willer              | Weiler             | 1.758            | 18,00        | 68760       | 68372      |
| Kanton Cernay          | Sanne               | Sennheim           | 49.543           | 325,60       | -           | 6803       |

Bis zur landesweiten Neuordnung der französischen Kantone im März 2015 gehörten zum Kanton Cernay die elf Gemeinden Aspach-le-Bas, Bernwiller, Burnhaupt-le-Bas, Burnhaupt-le-Haut, Cernay, Schweighouse-Thann, Staffelfelden, Steinbach, Uffholtz, Wattwiller und Wittelsheim. Sein Zuschnitt entsprach einer Fläche von 131,35 km2.

## Veränderungen im Gemeindebestand seit der landesweiten Neuordnung der Kantone
2016: Fusion Aspach-le-Haut und Michelbach → Aspach-Michelbach

## Politik
Im 1. Wahlgang am 22. März 2015 erreichte keines der vier Wahlpaare die absolute Mehrheit. Bei der Stichwahl am 29. März 2015 gewann das Gespann Annick Lutenbacher/Raphaël Schellenberger (beide UMP/LR) gegen Stéphanie Faesch/Serge Klein (beide FN) mit einem Stimmenanteil von 64,58 % (Wahlbeteiligung:46,66 %).
Seit 1945 hatte der Kanton folgende Abgeordnete im Rat des Départements:
| Vertreter im conseil général des Départements | Vertreter im conseil général des Départements | Vertreter im conseil général des Départements |
| Amtszeit                                      | Name                                          | Partei                                        |
| --------------------------------------------- | --------------------------------------------- | --------------------------------------------- |
| 1945–1951                                     | Henri Kauffmann                               | MRP                                           |
| 1951–1958                                     | Xavier Herrgott                               | RPF, danach Républicains sociaux              |
| 1958–1970                                     | Jules Ebner                                   | MRP, dann Centre démocrate                    |
| 1970–1976                                     | Gilbert Michel                                | Centre démocrate                              |
| 1976–1982                                     | Fernand Weber                                 | PS                                            |
| 1982–1993                                     | Gilbert Michel                                | UDF                                           |
| 1993–2008                                     | Charles Wilhelm                               | UDF                                           |
| 2008–2015                                     | Pierre Vogt                                   | DVG                                           |
| 2015–                                         | Annick Lutenbacher Raphaël Schellenberger     | UMP                                           |